# 三本武重
三本 武重（みつもと たけしげ、1868年（明治元年） - 1933年（昭和8年）2月19日）は、明治期の鉄道官僚。勲五等

## 経歴
土佐国生まれ。高知中学を卒業し東上し、1887年（明治20年）慶應義塾本科を卒業。1888年（明治21年）時事新報に入り外報係となる。吉佐移民会社を興し仏領の南洋視察に随行。帰国後小幡篤次郎の推薦で帝国鉄道庁運輸部に入る。1904年（明治37年）、日露戦争に際し軍事輸送と人員編成に関わる。1905年（明治38年）陸軍省の用務で満州国に出張、ワシントンの万国鉄道会議の日本政府委員として随行。